# BBC Radio 4
BBC Radio 4 es una cadena de radio de la BBC en el Reino Unido, disponible vía Internet en el mundo entero, que emite una amplia variedad de programación, íntegramente hablada, a base de noticias, drama, humor, ciencia, historia y literatura. El 30 de septiembre de 1967 reemplazó a la antigua BBC Home Service, la marca bajo la cual la BBC emitía la programación doméstica de radio desde 1939. Emite en formato analógico y digital, a través de satélite, TDT y también a través de Internet. Es la emisora más cara de la BBC.

## Descripción
Radio 4 es la segunda emisora en audiencia del Reino Unido (12.5% en junio de 2010) detrás de Radio 2, y ha recibido el galardón de los Sony Radio Academy Awards a la Cadena del Año en 2003, 2004 y 2008. Con un presupuesto de £71.4 millones (año 2005/06), es la emisora más cara de la BBC.
La directora es actualmente Gwyneth Williams, que sustituyó en septiembre de 2010 a Mark Damazer.

## Historia
La emisión precedesora de Radio 4 fue el BBC Home Service, que retransmitía en onda media y frecuencia modulada (desde 1955). En septiembre de 1967 la BBC decidió renombrar sus emisoras para combatir las emisiones de radio offshore, y así nació Radio 4. En 1978 sus emisiones pasaron a baja frecuencia pasando a la frecuencia de 200 kHz anteriormente ocupada por Radio 2, para posteriormente pasar a la frecuencia de 198 kHz para evitar interferencias.
Radio 4 es parte del sistema de defensa de la Royal Navy. En caso de sospecha de un ataque sobre suelo británico, los submarinos han de buscar la emisión de Radio 4 para verificar la información.

## Producción
La mayoría de los programas de Radio 4 se emiten en diferido, y solo se emiten en vivo cierto número, como los programas de noticias Today, The World at One, Six O'Clock News, PM y Midnight News, y los magazines Woman's Hour, Front Row, y You and Yours. La emisión se conduce desde la BBC Broadcasting House en Portland Place (Londres). Las emisiones de noticias estuvieron localizadas entre 1998 y 2008 en el News Centre, en el BBC Television Centre en White City (Londres). Las señales horarias digitales preceden los boletines horarios, excepto a las 6 de la tarde y a medianoche, cuando son cambiadas por las campanadas del Big Ben.

## Programas
Radio 4 es conocida por sus longevos programas, algunos de los cuales llevan en emisión más de 50 años. Entre los más antiguos se encuentran el magazine Woman's Hour, en emisión desde 1946; la radionovela The Archers, en emisión desde 1950; los debates Any Questions? y Any Answers?, en emisión desde 1948 y 1955 respectivamente; y el magazine matinal de noticias Today, en emisión desde 1957.
| - A Point of View (2007–) - Analysis (1970–) - Any Answers? (1955–) - Any Questions? (1948–) - The Bottom Line (2006–) - Farming Today - In Business (1975–) - Midnight News - PM (1970–) - Six O'Clock News - Today (1957–) - Today in Parliament (1945–) - The Westminster Hour - Woman's Hour (1946–) - The World at One (1965–) - You and Yours (1970–) | Comedia Concursos Just a Minute (1967–) The News Quiz (1967–) The Personality Test (2006–) The Unbelievable Truth (2006–) Quote... Unquote (1976–) Programas de sketches Little Britain (2001–2002) The Now Show (1998–) Comedias de situación Absolute Power Clare in the Community Rigor Mortis Yes Minister | - A History of the World in 100 Objects (2010) - File on 4 - The Food Programme - In Our Time (2002–) - The Moral Maze - Thinking Allowed (1998–) |